# شا-آمون-ان-سو
شا-آمون-ان-سو (انگلیسی: Sha-Amun-en-su؛ ‏ در زبان مصر باستان: مزارع حاصلخیز آمون) کاهن و خواننده مصری بود که در نیمه اول سده ۸ (پیش از میلاد) در شهر تِبِس زندگی می‌کرد و مسئول وظایف تشریفاتی در معبد کَرنَک وقف شده به خدای آمون بود. شا-آمون-ان-سو یک «هیسیت» بود، یعنی یکی از اعضای اصلی‌ترین گروه خوانندگان با عملکردهای آیینی فعال در معبد آمون. پس از مرگ او که تخمین زده می‌شود در حدود ۵۰ سالگی رخ داد، این خواننده مومیایی شد و در یک گور سنگی ساخته شده از گچ و چوب پلی‌کروم قرار گرفت. از زمان مهر و موم شدن آن در بیش از ۲۷۰۰ سال پیش، تابوت شا-آمون-ان-سو هرگز در طول تاریخ خود باز نشده بود، و مومیایی خواننده درون آن دست‌نخورده حفظ شده بود که یک ویژگی بسیار نادر در میان مومیایی‌های مصر باستان است.
خدیو اسماعیل پاشا این تابوت و مومیایی درون آن را به عنوان هدیه به پدروی دوم امپراتور برزیل در جریان سفر دومش به مصر در سال ۱۸۷۶ اهدا کرد. این تابوت به یکی از اقلام برجسته ای تبدیل شدند که در کاخ سائو کریستووائو به نمایش درآمدند و مجموعه خصوصی پدرو دوم را تا زمان اعلام جمهوری در سال ۱۸۸۹ شامل می‌شد تا آنکه به مجموعه مصری موزه ملی ریودوژانیرو داده شد. با این حال، آتش‌سوزی گسترده در آتش‌سوزی موزه ملی برزیل در ۲ سپتامبر ۲۰۱۸، تابوت و مومیایی و همچنین تقریباً تمام آثار باستانی در معرض نمایش دائمی را از بین برد.

## زندگی‌نامه

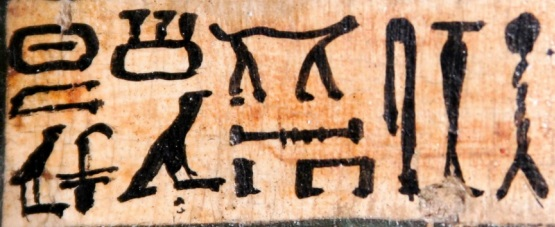
نوشته هیروگلیف مصری بر روی تابوت شا-آمون-ان-سو

شا-آمون-ان-سو در حدود ۸۰۰ سال قبل از میلاد در دوران دودمان بیست و دوم مصر به دنیا آمد. نام او و تقریباً تمام اطلاعات در مورد زندگی او از کتیبه‌های هیروگلیف مصری در تابوت او به دست آمده بود.
معروف است که او «خواننده معبد آمون» بود، به این معنی که او خواننده ای بود با وظایف کشیشی در خدمت معبد معبد کَرنَک در شهر باستانی تِبِس (اقصر فعلی) که به خدای آمون اختصاص داشت. تِبِس یکی از مهم‌ترین مراکز مذهبی مصر باستان بود که مجموعه ای از معابد و صدها کارگر از جمله کشیشان، کاتبان، خوانندگان، نوازندگان، مدیران و کارمندان را گرد هم می‌آورد و معبد اصلی آن کَرنَک بود.
در زیارتگاه آمون چندین دسته از خوانندگان روحانی وجود داشت. شا-آمون-ان-سو متعلق به گروه اصلی موسوم به «هیسیت» بود، زنانی که به عنوان تک‌خوان یا همراه با گروه‌های کر زنان، اعمال تشریفاتی انجام می‌دادند و در مراسم و جشن‌های مقدس به افتخار خدای آمون سرود می‌خواندند. سنت هیسیت در تِبِس بین سده‌های ۹ تا ۶ قبل از میلاد ادامه داشت. آنها علاوه بر خواندن سرودهای مذهبی، مسئول کمک به «همسر خدای آمون» در مراسم معبد بودند.

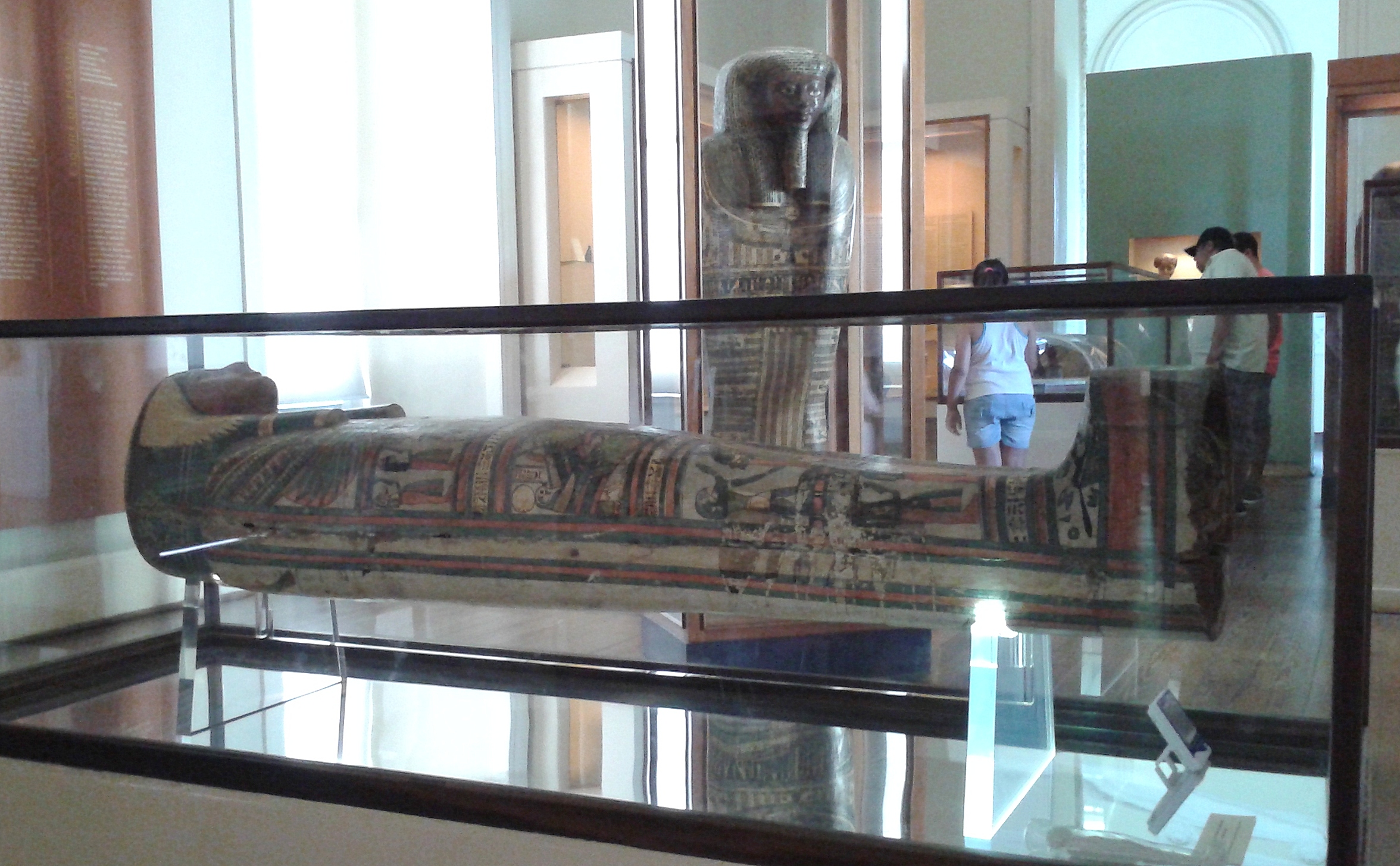
تابوت شا-آمون-ان-سو

هیسیت‌ها مجبور به زندگی دائمی در معبد نبودند و بسیاری از آنها فقط برای اجرای مراسم به آنجا می‌رفتند. با این وجود، آنها از قوانین رفتاری سخت گیرانه تبعیت می‌کردند؛ یعنی ترجیحاً باید پاکدامن می‌ماندند، اما بدون توجه به این موضوع، آن چنان عفیف و پاک تلقی می‌شدند که هدایای خود را در بنای مهم و نمادینی مانند معبد آمون انجام می‌دادند. اگرچه این خوانندگان از اعضای اشراف مصری نبودند، اما این خوانندگان از میان اعضای نخبگان محلی انتخاب می‌شدند و از سنین پایین برای این مراسم آماده می‌شدند و توسط یک خواننده مسن تر که به عنوان مربی آنها و در واقع به عنوان یک «مادرخوانده» خدمت می‌کرد «به فرزندی قبول» می‌شدند.
هیچ اطلاعاتی در مورد خانواده بیولوژیکی شا-آمون-ان-سو یا مادر رضاعی او در دست نیست. به احتمال زیاد، مانند اکثر هیسیت‌ها او از یک خانواده ثروتمند بوده است که به‌طور سنتی با فعالیت‌های کشیشی مرتبط بودند. با این حال، مشخص است که او یک «دخترخوانده» داشته است، بر اساس کتیبه‌های تابوت دیگری که در حال حاضر در موزه مصر در قاهره نگهداری می‌شود - تابوت خواننده ای به نام می‌رست-آمون، که هیروگلیف‌های او گزارش می‌دهند که او «دختر شا-آمون-ان-سو، خواننده حرم آمون» است. بر اساس تحقیقات انجام شده توسط آزمایشگاه مصرشناسی موزه ملی، شا-آمون-ان-سو تا حدود ۵۰ سالگی زندگی می‌کرد. علل مرگ او هنوز مشخص نشده است.

## تاریخچه

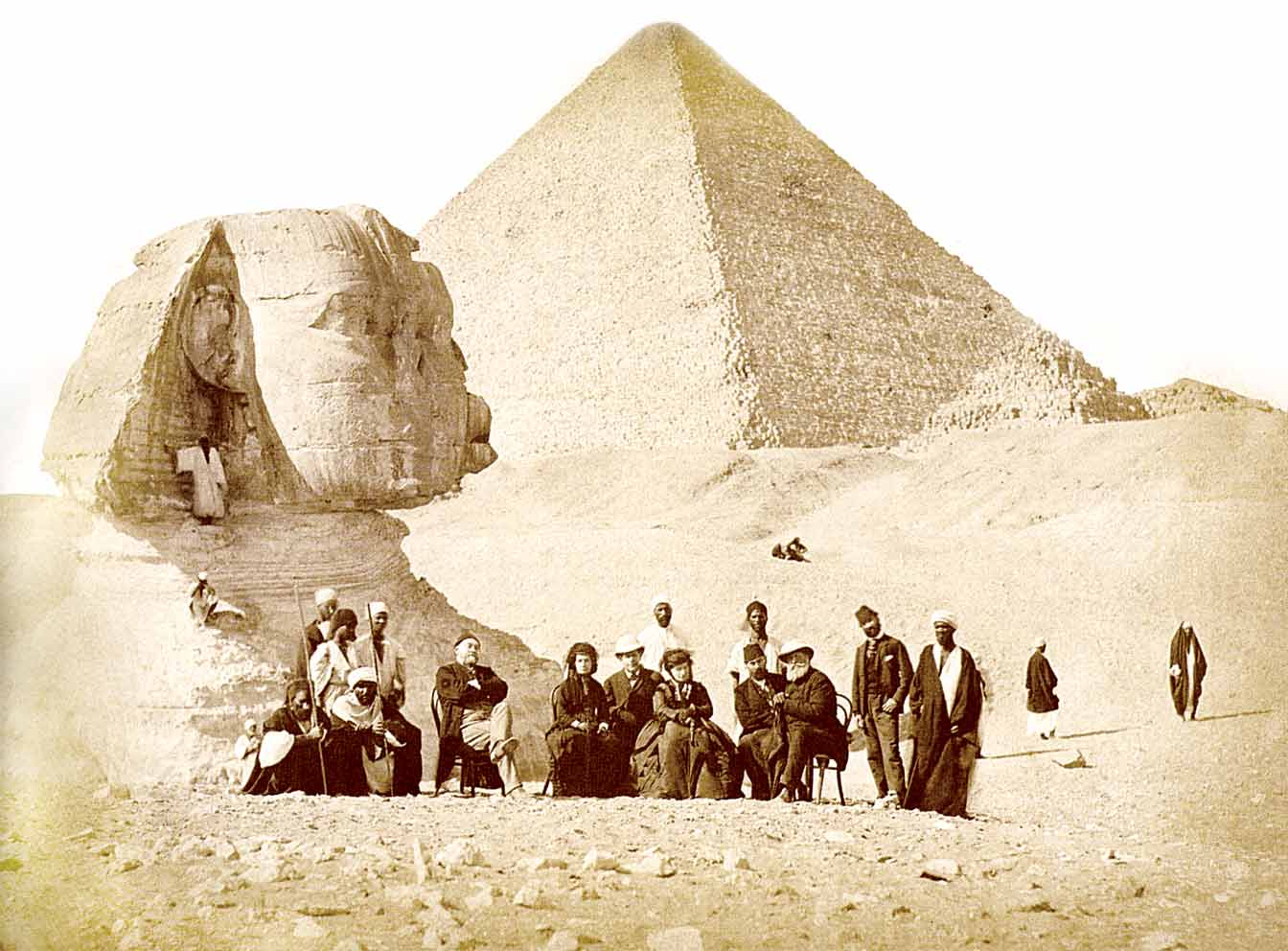
امپراتور پدروی دوم برزیل و همراهانش در حال بازدید از اهرام مصر، در سال ۱۸۷۶.

اطلاعات کمی در مورد تابوت شا-آمون-ان-سو در دوره قبل از قرن نوزدهم وجود دارد. هیچ گزارشی از تاریخ یا مکان دقیق باستان‌شناسی که در آن تابوت پیدا شد، وجود ندارد (اگرچه مشخص است که از مجموعه وسیع غربی تِبِس آمده است)، همچنین هیچ اطلاعاتی در مورد روند ادغام تابوت در مجموعه‌های سلسله خدیوی مصر وجود ندارد.
در سال ۱۸۷۶، در جریان دومین سفر امپراتور دوم پدروی دوم به مصر، تابوت به عنوان هدیه توسط خدیو اسماعیل پاشا به پادشاه برزیل اهدا شد. در مقابل، پدروی دوم کتابی را به خدیو اهدا کرد. پدرو دوم، مصرشناس آماتور و مشتاق فرهنگ مصر، علاقه خاصی به تابوت داشت که به زودی به یکی از مرتبط‌ترین قطعات مجموعه خصوصی او تبدیل شد. امپراتور او را در اتاق کارش در کاخ سائو کریستووائو ایستاده نگه می‌داشت.
در هنگام جابجایی‌ها در مجموعه پدروی دوم، تابوت در اثر وقوع طوفان شدید آسیب دید. تابوت در اثر باد شدید سقوط کرد و به یکی از پنجره‌های دفتر امپراتور برخورد کرد و سمت چپ آن تکه‌تکه شد. بعداً بازسازی شد، اما از آن زمان تاکنون محل ترمیم تابوت قابل مشاهده ماند. ترمیم‌های دیگری نیز در دهه‌های بعد با هدف از بین بردن تهدیدات موریانه‌ها و زنبورها که به دلیل قدیمی بودن چوب جذب می‌شنند، انجام شد.
این تابوت پس از اعلام جمهوری در سال ۱۸۸۹ در کاخ سائو کریستووائو باقی ماند و بعداً در مجموعه باستان‌شناسی مصری موزه ملی ریودوژانیرو ادغام شد. از زمان ادغام آن در مجموعه موزه، تابوت همیشه یکی از برجسته‌ترین قطعات این مجموعه بوده است، که به عنوان پایه و اساس تعداد زیادی از تحقیقات علمی، پایان‌نامه‌ها و تک نگاری‌ها، توسط محققان دانشگاه فدرال ریودوژانیرو و سایر موسسات علمی برزیل و دانشگاهیان از نقاط مختلف جهان استفاده شد. در سال ۲۰۱۵، متصدی مجموعه موزه ملی مصر، آنتونیو برانکاگلیون جونیور، در مورد اهمیت و منحصر به فرد بودن تابوت و مومیایی شا-آمون-ان-سو اظهار داشت:
| « | اگر [از قبل] مومیایی داشته باشید، مومیایی دارید، اگر مومیایی ندارید، دیگر نخواهید داشت. اگر آن را از دست بدهیم، هرگز چیزی مشابه یا حتی کم‌ارش‌تر از دریافت نخواهیم کرد. ما باید آن را تا ابد حفظ کنیم. | » |

در ۲ سپتامبر ۲۰۱۸، در جریان آتش‌سوزی موزه ملی برزیل، بسیاری از مجموعه‌های نمایش داده شده، از جمله تابوت شا-آمون-ان-سو همراه با مومیایی آن و تمام آثار اهدایی نگهداری شده در آن را ویران کرد. در این آتش‌سوزی، سایر مومیایی‌ها و تابوت‌های این مجموعه به همراه بیشتر مجموعه باستان‌شناسی نیز از بین رفتند. این آتش‌سوزی در محافل دانشگاهی، علمی و فرهنگی برزیل و جهان غوغا کرد.